# Larry Mize
Larry Mize (Augusta, Estados Unidos, 23 de setembro de 1958) é um jogador profissional de golfe dos Estados Unidos. Mize foi campeão do Masters de Golfe em 1987.

## Títulos

### Torneios Major´s (1)
| Ano  | Campeonato       | Resultados           | Margem    | Vice-campeão                  |
| ---- | ---------------- | -------------------- | --------- | ----------------------------- |
| 1987 | Masters de Golfe | −3 (70-72-72-71=285) | 2 tacadas | Greg Norman, Seve Ballesteros |